# Myrteopsis tixierae
Myrteopsis tixierae is een tweekleppigensoort uit de familie van de Lucinidae. De wetenschappelijke naam van de soort is voor het eerst geldig gepubliceerd in 1967 door Klein.